# Ismaïla N'Diaye
Ismaïlä N'Diaye, né le 22 janvier 1988 à Thiaroye au Sénégal, est un joueur de football franco-sénégalais qui évolue au poste de milieu défensif.

## Biographie
Formé au Stade Malherbe de Caen où il arrive en 2003 après une préformation à l'AS Cannes, Ismaïlä N'Diaye a pour poste de prédilection le milieu de terrain défensif, même s'il est capable de jouer en défense centrale ou même en tant que milieu offensif, comme il l'a fait en équipe réserve du club caennais.
Appelé dans le groupe professionnel au cours de la saison 2008-2009, il joue son premier match en Ligue 1 le 18 avril 2009 contre l'AS Nancy-Lorraine (défaite 2-1). Avec la relégation en Ligue 2 du club normand, il a davantage l'occasion de jouer en équipe première, en tant que remplaçant de Nicolas Seube ou de Grégory Proment. Le 21 septembre 2009, il marque son premier but en professionnel contre l'AC Ajaccio (1-0). Le 15 août 2010, il marque son premier but en Ligue 1 contre Lyon.
Le 30 mai 2011, en fin de contrat, il s'engage avec le club belge du KV Courtrai en signant un contrat de trois ans. Il joue une cinquantaine de rencontres avec son équipe mais ne parvient pas à s'imposer comme un joueur de base. Le 12 janvier 2014, il rejoint les rangs du Cercle Bruges KSV, un autre club de Division 1, où il s'engage jusqu'en 2016.
Depuis juillet 2017, Ismaïlä s'est engagé avec Angoulême CFC. Le club évolue en championnat de National 3.

## Statistiques
| Saison    | Club          | Pays | Championnat | Championnat | Championnat | Coupe nationale | Coupe nationale | Coupe de la ligue | Coupe de la ligue | Coupe d’Europe | Coupe d’Europe | Coupe d’Europe |  |
| Saison    | Club          | Pays | Div.        | Matchs      | Buts        | M               | B               | M                 | B                 | Comp.          | M              | B              |  |
| --------- | ------------- | ---- | ----------- | ----------- | ----------- | --------------- | --------------- | ----------------- | ----------------- | -------------- | -------------- | -------------- |  |
| 2007-2008 | SM Caen B     |      | CFA         | -           | -           | -               | -               | -                 | -                 | -              | -              | -              |  |
| 2008-2009 | SM Caen       |      | Ligue 1     | 2           | 0           | 0               | 0               | 0                 | 0                 | -              | -              | -              |  |
| 2009-2010 | SM Caen       |      | Ligue 2     | 14          | 1           | 1               | 0               | 0                 | 0                 | -              | -              | -              |  |
| 2010-2011 | SM Caen       |      | Ligue 1     | 11          | 1           | 0               | 0               | 2                 | 0                 | -              | -              | -              |  |
| 2017-2018 | Angoulême CFC |      | National 3  | 14          | 2           | -               | -               | -                 | -                 | -              | -              | -              |  |

## Palmarès
- Champion de France de Ligue 2 : 2010 (SM Caen)